# Vladimir Aleksandrovitsj Romanov

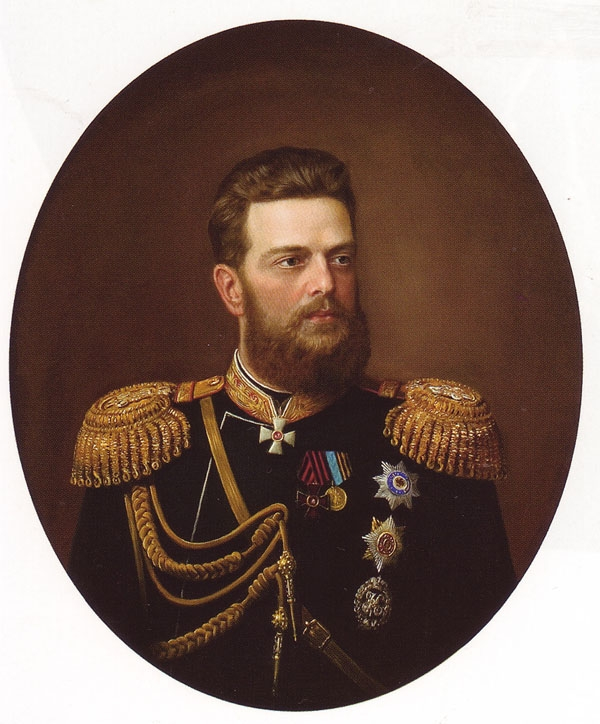
Grootvorst Vladimir Aleksandrovitsj

Vladimir Aleksandrovitsj Romanov (Russisch: Владимир Александрович Романов) (Sint-Petersburg, 22 april 1847 – aldaar, 17 februari 1909), grootvorst van Rusland, was de zoon van tsaar Alexander II. Hij trouwde met Marie van Mecklenburg-Schwerin, met wie hij vijf kinderen kreeg.

## Jeugd
Vladimir werd op 22 april 1847 geboren als de derde zoon van tsaar Alexander II en diens vrouw Marie van Hessen-Darmstadt, dochter van groothertog Lodewijk II van Hessen-Darmstadt. Vladimir was acht jaar oud, toen zijn vader in 1855 de Russische troon besteeg. Alexander II regeerde zesentwintig jaar; op 13 maart 1881 kwam hij tijdens een bomaanslag om het leven. Hij werd opgevolgd door Vladimirs oudere broer Alexander III.

## Huwelijk
Vladimir Aleksandrovitsj trouwde op 28 augustus 1874 met Marie van Mecklenburg-Schwerin, de oudste dochter van groothertog Frederik Frans II van Mecklenburg-Schwerin uit zijn eerste huwelijk. Na haar huwelijk kreeg Marie de naam ‘Marie Paulowna’ en de titel ‘Grootvorstin van Rusland’. Later in haar leven bekeerde ze zich tot de Russisch-orthodoxe Kerk.
Vladimir en Maria kregen vijf kinderen:
- Alexander Vladimirovitsj (1875-1877), hij stierf op zeer jonge leeftijd
- Kirill Vladimirovitsj (1876 – 1938), gehuwd met Victoria Melita van Saksen-Coburg-Gotha, de dochter van Alfred van Saksen-Coburg en Gotha
- Boris Vladimirovitsj (1877 – 1943)
- Andrei Vladimirovitsj (1879 – 1956)
- Helena Vladimirovna (1882 – 1957), gehuwd met Prins Nicolaas van Griekenland, de derde zoon van George I van Griekenland

## De breuk met de tsaar
Vladimir was voorzitter van de Academie van de Schone Kunsten, en een liefhebber van kunst en literatuur; hij omringde zich met acteurs, zangers en schilders. Hij had veel autoriteit en werd zeer gerespecteerd onder de grootvorsten. Vladimir duldde geen tegenspraak, tenzij het een privé-gesprek betrof. Ondanks zijn natuurlijke autoriteit stond hij, als oudste oom van tsaar Nicolaas II, niet aan het hoofd van de koninklijke familie. Al vanaf het begin van Nicolaas’ regering voelde Vladimir diens vijandigheid vanwege Vladimirs sterke persoonlijkheid. Vladimir hield zich daarom afzijdig van de Russische staatszaken.
De definitieve breuk tussen Vladimir en de tsaar kwam in 1905, toen Cyril Vladimirovitsj zonder toestemming van de tsaar trouwde met zijn nicht Victoria Melita van Saksen-Coburg-Gotha. Tsaar Nicolaas II reageerde op het huwelijk door Cyril zijn keizerlijke titels af te nemen, zijn toelages stop te zetten en hem uit het Russische leger te verbannen. Vladimir was woedend en nam ontslag uit het leger. 
Door de vele sterfgevallen in de familie was Nicolaas II gedwongen Cyril tot derde in de lijn voor troonopvolging te benoemen. Cyril en Victoria Melita werden weer in Rusland verwelkomd en Cyril kreeg zijn titels terug, waardoor Victoria Melita “Grootvorstin van Rusland” werd en de naam “Victoria Fjodorovna Romanov” kreeg. Hierdoor werd de breuk tussen Nicolaas en Vladimir een beetje gelijmd.
Vladimir stierf op 17 februari 1909.

## Kwartierstaat
| Paul I van Rusland (1754-1801)                   | Paul I van Rusland (1754-1801)                   | Paul I van Rusland (1754-1801)                   | Paul I van Rusland (1754-1801)                   | Paul I van Rusland (1754-1801)                   | Paul I van Rusland (1754-1801)                   | Sophia Dorothea Augusta Louisa van Württemberg (1759-1828) | Sophia Dorothea Augusta Louisa van Württemberg (1759-1828) | Sophia Dorothea Augusta Louisa van Württemberg (1759-1828) | Sophia Dorothea Augusta Louisa van Württemberg (1759-1828) | Sophia Dorothea Augusta Louisa van Württemberg (1759-1828) | Sophia Dorothea Augusta Louisa van Württemberg (1759-1828) |                                       |                                       | Frederik Willem III van Pruisen (1770-1840) | Frederik Willem III van Pruisen (1770-1840) | Frederik Willem III van Pruisen (1770-1840)      | Frederik Willem III van Pruisen (1770-1840)      | Frederik Willem III van Pruisen (1770-1840)      | Frederik Willem III van Pruisen (1770-1840)      | Louise van Mecklenburg-Strelitz (1776-1810)      | Louise van Mecklenburg-Strelitz (1776-1810)      | Louise van Mecklenburg-Strelitz (1776-1810) | Louise van Mecklenburg-Strelitz (1776-1810) | Louise van Mecklenburg-Strelitz (1776-1810)     | Louise van Mecklenburg-Strelitz (1776-1810)     |                                                 |                                                 | Lodewijk I van Hessen-Darmstadt (1753-1830)     | Lodewijk I van Hessen-Darmstadt (1753-1830)     | Lodewijk I van Hessen-Darmstadt (1753-1830) | Lodewijk I van Hessen-Darmstadt (1753-1830) | Lodewijk I van Hessen-Darmstadt (1753-1830)  | Lodewijk I van Hessen-Darmstadt (1753-1830)  | Louise van Hessen-Darmstadt (1761-1829)      | Louise van Hessen-Darmstadt (1761-1829)      | Louise van Hessen-Darmstadt (1761-1829)      | Louise van Hessen-Darmstadt (1761-1829)      | Louise van Hessen-Darmstadt (1761-1829) | Louise van Hessen-Darmstadt (1761-1829) |                                                |                                                | Karel Lodewijk van Baden (1755–1801)           | Karel Lodewijk van Baden (1755–1801)           | Karel Lodewijk van Baden (1755–1801)           | Karel Lodewijk van Baden (1755–1801)           | Karel Lodewijk van Baden (1755–1801) | Karel Lodewijk van Baden (1755–1801) | Amalia van Hessen-Darmstadt (1754–1832)      | Amalia van Hessen-Darmstadt (1754–1832)      | Amalia van Hessen-Darmstadt (1754–1832)      | Amalia van Hessen-Darmstadt (1754–1832)      | Amalia van Hessen-Darmstadt (1754–1832)      | Amalia van Hessen-Darmstadt (1754–1832)      |  |  |  |  |  |  |  |  |  |  |  |  |  |  |  |  |  |  |  |  |  |  |  |  |  |  |  |  |  |  |  |  |  |  |  |  |  |  |  |  |  |  |  |  |  |  |  |  |
| Paul I van Rusland (1754-1801)                   | Paul I van Rusland (1754-1801)                   | Paul I van Rusland (1754-1801)                   | Paul I van Rusland (1754-1801)                   | Paul I van Rusland (1754-1801)                   | Paul I van Rusland (1754-1801)                   | Sophia Dorothea Augusta Louisa van Württemberg (1759-1828) | Sophia Dorothea Augusta Louisa van Württemberg (1759-1828) | Sophia Dorothea Augusta Louisa van Württemberg (1759-1828) | Sophia Dorothea Augusta Louisa van Württemberg (1759-1828) | Sophia Dorothea Augusta Louisa van Württemberg (1759-1828) | Sophia Dorothea Augusta Louisa van Württemberg (1759-1828) |                                       |                                       | Frederik Willem III van Pruisen (1770-1840) | Frederik Willem III van Pruisen (1770-1840) | Frederik Willem III van Pruisen (1770-1840)      | Frederik Willem III van Pruisen (1770-1840)      | Frederik Willem III van Pruisen (1770-1840)      | Frederik Willem III van Pruisen (1770-1840)      | Louise van Mecklenburg-Strelitz (1776-1810)      | Louise van Mecklenburg-Strelitz (1776-1810)      | Louise van Mecklenburg-Strelitz (1776-1810) | Louise van Mecklenburg-Strelitz (1776-1810) | Louise van Mecklenburg-Strelitz (1776-1810)     | Louise van Mecklenburg-Strelitz (1776-1810)     |                                                 |                                                 | Lodewijk I van Hessen-Darmstadt (1753-1830)     | Lodewijk I van Hessen-Darmstadt (1753-1830)     | Lodewijk I van Hessen-Darmstadt (1753-1830) | Lodewijk I van Hessen-Darmstadt (1753-1830) | Lodewijk I van Hessen-Darmstadt (1753-1830)  | Lodewijk I van Hessen-Darmstadt (1753-1830)  | Louise van Hessen-Darmstadt (1761-1829)      | Louise van Hessen-Darmstadt (1761-1829)      | Louise van Hessen-Darmstadt (1761-1829)      | Louise van Hessen-Darmstadt (1761-1829)      | Louise van Hessen-Darmstadt (1761-1829) | Louise van Hessen-Darmstadt (1761-1829) |                                                |                                                | Karel Lodewijk van Baden (1755–1801)           | Karel Lodewijk van Baden (1755–1801)           | Karel Lodewijk van Baden (1755–1801)           | Karel Lodewijk van Baden (1755–1801)           | Karel Lodewijk van Baden (1755–1801) | Karel Lodewijk van Baden (1755–1801) | Amalia van Hessen-Darmstadt (1754–1832)      | Amalia van Hessen-Darmstadt (1754–1832)      | Amalia van Hessen-Darmstadt (1754–1832)      | Amalia van Hessen-Darmstadt (1754–1832)      | Amalia van Hessen-Darmstadt (1754–1832)      | Amalia van Hessen-Darmstadt (1754–1832)      |  |  |  |  |  |  |  |  |  |  |  |  |  |  |  |  |  |  |  |  |  |  |  |  |  |  |  |  |  |  |  |  |  |  |  |  |  |  |  |  |  |  |  |  |  |  |  |  |
|                                                  |                                                  |                                                  |                                                  |                                                  |                                                  |                                                            |                                                            |                                                            |                                                            |                                                            |                                                            |                                       |                                       |                                             |                                             |                                                  |                                                  |                                                  |                                                  |                                                  |                                                  |                                             |                                             |                                                 |                                                 |                                                 |                                                 |                                                 |                                                 |                                             |                                             |                                              |                                              |                                              |                                              |                                              |                                              |                                         |                                         |                                                |                                                |                                                |                                                |                                                |                                                |                                      |                                      |                                              |                                              |                                              |                                              |                                              |                                              |  |  |  |  |  |  |  |  |  |  |  |  |  |  |  |  |  |  |  |  |  |  |  |  |  |  |  |  |  |  |  |  |  |  |  |  |  |  |  |  |  |  |  |  |  |  |  |  |
|                                                  |                                                  |                                                  |                                                  | Nicolaas I van Rusland (1796–1855)               | Nicolaas I van Rusland (1796–1855)               | Nicolaas I van Rusland (1796–1855)                         | Nicolaas I van Rusland (1796–1855)                         | Nicolaas I van Rusland (1796–1855)                         | Nicolaas I van Rusland (1796–1855)                         |                                                            |                                                            |                                       |                                       |                                             |                                             | Charlotte van Pruisen (1798-1860)                | Charlotte van Pruisen (1798-1860)                | Charlotte van Pruisen (1798-1860)                | Charlotte van Pruisen (1798-1860)                | Charlotte van Pruisen (1798-1860)                | Charlotte van Pruisen (1798-1860)                |                                             |                                             |                                                 |                                                 |                                                 |                                                 |                                                 |                                                 |                                             |                                             | Lodewijk II van Hessen-Darmstadt (1777-1848) | Lodewijk II van Hessen-Darmstadt (1777-1848) | Lodewijk II van Hessen-Darmstadt (1777-1848) | Lodewijk II van Hessen-Darmstadt (1777-1848) | Lodewijk II van Hessen-Darmstadt (1777-1848) | Lodewijk II van Hessen-Darmstadt (1777-1848) |                                         |                                         |                                                |                                                |                                                |                                                | Wilhelmina van Baden (1788-1836)               | Wilhelmina van Baden (1788-1836)               | Wilhelmina van Baden (1788-1836)     | Wilhelmina van Baden (1788-1836)     | Wilhelmina van Baden (1788-1836)             | Wilhelmina van Baden (1788-1836)             |                                              |                                              |                                              |                                              |  |  |  |  |  |  |  |  |  |  |  |  |  |  |  |  |  |  |  |  |  |  |  |  |  |  |  |  |  |  |  |  |  |  |  |  |  |  |  |  |  |  |  |  |  |  |  |  |
|                                                  |                                                  |                                                  |                                                  | Nicolaas I van Rusland (1796–1855)               | Nicolaas I van Rusland (1796–1855)               | Nicolaas I van Rusland (1796–1855)                         | Nicolaas I van Rusland (1796–1855)                         | Nicolaas I van Rusland (1796–1855)                         | Nicolaas I van Rusland (1796–1855)                         |                                                            |                                                            |                                       |                                       |                                             |                                             | Charlotte van Pruisen (1798-1860)                | Charlotte van Pruisen (1798-1860)                | Charlotte van Pruisen (1798-1860)                | Charlotte van Pruisen (1798-1860)                | Charlotte van Pruisen (1798-1860)                | Charlotte van Pruisen (1798-1860)                |                                             |                                             |                                                 |                                                 |                                                 |                                                 |                                                 |                                                 |                                             |                                             | Lodewijk II van Hessen-Darmstadt (1777-1848) | Lodewijk II van Hessen-Darmstadt (1777-1848) | Lodewijk II van Hessen-Darmstadt (1777-1848) | Lodewijk II van Hessen-Darmstadt (1777-1848) | Lodewijk II van Hessen-Darmstadt (1777-1848) | Lodewijk II van Hessen-Darmstadt (1777-1848) |                                         |                                         |                                                |                                                |                                                |                                                | Wilhelmina van Baden (1788-1836)               | Wilhelmina van Baden (1788-1836)               | Wilhelmina van Baden (1788-1836)     | Wilhelmina van Baden (1788-1836)     | Wilhelmina van Baden (1788-1836)             | Wilhelmina van Baden (1788-1836)             |                                              |                                              |                                              |                                              |  |  |  |  |  |  |  |  |  |  |  |  |  |  |  |  |  |  |  |  |  |  |  |  |  |  |  |  |  |  |  |  |  |  |  |  |  |  |  |  |  |  |  |  |  |  |  |  |
|                                                  |                                                  |                                                  |                                                  |                                                  |                                                  |                                                            |                                                            |                                                            |                                                            | Alexander II van Rusland (1818–1881)                       | Alexander II van Rusland (1818–1881)                       | Alexander II van Rusland (1818–1881)  | Alexander II van Rusland (1818–1881)  | Alexander II van Rusland (1818–1881)        | Alexander II van Rusland (1818–1881)        |                                                  |                                                  |                                                  |                                                  |                                                  |                                                  |                                             |                                             |                                                 |                                                 |                                                 |                                                 |                                                 |                                                 |                                             |                                             |                                              |                                              |                                              |                                              |                                              |                                              | Marie van Hessen-Darmstadt (1824-1880)  | Marie van Hessen-Darmstadt (1824-1880)  | Marie van Hessen-Darmstadt (1824-1880)         | Marie van Hessen-Darmstadt (1824-1880)         | Marie van Hessen-Darmstadt (1824-1880)         | Marie van Hessen-Darmstadt (1824-1880)         |                                                |                                                |                                      |                                      |                                              |                                              |                                              |                                              |                                              |                                              |  |  |  |  |  |  |  |  |  |  |  |  |  |  |  |  |  |  |  |  |  |  |  |  |  |  |  |  |  |  |  |  |  |  |  |  |  |  |  |  |  |  |  |  |  |  |  |  |
|                                                  |                                                  |                                                  |                                                  |                                                  |                                                  |                                                            |                                                            |                                                            |                                                            | Alexander II van Rusland (1818–1881)                       | Alexander II van Rusland (1818–1881)                       | Alexander II van Rusland (1818–1881)  | Alexander II van Rusland (1818–1881)  | Alexander II van Rusland (1818–1881)        | Alexander II van Rusland (1818–1881)        |                                                  |                                                  |                                                  |                                                  |                                                  |                                                  |                                             |                                             |                                                 |                                                 |                                                 |                                                 |                                                 |                                                 |                                             |                                             |                                              |                                              |                                              |                                              |                                              |                                              | Marie van Hessen-Darmstadt (1824-1880)  | Marie van Hessen-Darmstadt (1824-1880)  | Marie van Hessen-Darmstadt (1824-1880)         | Marie van Hessen-Darmstadt (1824-1880)         | Marie van Hessen-Darmstadt (1824-1880)         | Marie van Hessen-Darmstadt (1824-1880)         |                                                |                                                |                                      |                                      |                                              |                                              |                                              |                                              |                                              |                                              |  |  |  |  |  |  |  |  |  |  |  |  |  |  |  |  |  |  |  |  |  |  |  |  |  |  |  |  |  |  |  |  |  |  |  |  |  |  |  |  |  |  |  |  |  |  |  |  |
|                                                  |                                                  |                                                  |                                                  |                                                  |                                                  |                                                            |                                                            |                                                            |                                                            |                                                            |                                                            |                                       |                                       |                                             |                                             |                                                  |                                                  |                                                  |                                                  |                                                  |                                                  |                                             |                                             |                                                 |                                                 |                                                 |                                                 |                                                 |                                                 |                                             |                                             |                                              |                                              |                                              |                                              |                                              |                                              |                                         |                                         |                                                |                                                |                                                |                                                |                                                |                                                |                                      |                                      |                                              |                                              |                                              |                                              |                                              |                                              |  |  |  |  |  |  |  |  |  |  |  |  |  |  |  |  |  |  |  |  |  |  |  |  |  |  |  |  |  |  |  |  |  |  |  |  |  |  |  |  |  |  |  |  |  |  |  |  |
|                                                  |                                                  |                                                  |                                                  |                                                  |                                                  |                                                            |                                                            |                                                            |                                                            |                                                            |                                                            |                                       |                                       |                                             |                                             |                                                  |                                                  |                                                  |                                                  |                                                  |                                                  |                                             |                                             |                                                 |                                                 |                                                 |                                                 |                                                 |                                                 |                                             |                                             |                                              |                                              |                                              |                                              |                                              |                                              |                                         |                                         |                                                |                                                |                                                |                                                |                                                |                                                |                                      |                                      |                                              |                                              |                                              |                                              |                                              |                                              |  |  |  |  |  |  |  |  |  |  |  |  |  |  |  |  |  |  |  |  |  |  |  |  |  |  |  |  |  |  |  |  |  |  |  |  |  |  |  |  |  |  |  |  |  |  |  |  |
| Nicolaas Aleksandrovitsj van Rusland (1843-1865) | Nicolaas Aleksandrovitsj van Rusland (1843-1865) | Nicolaas Aleksandrovitsj van Rusland (1843-1865) | Nicolaas Aleksandrovitsj van Rusland (1843-1865) | Nicolaas Aleksandrovitsj van Rusland (1843-1865) | Nicolaas Aleksandrovitsj van Rusland (1843-1865) |                                                            |                                                            | Alexander III van Rusland (1845–1894)                      | Alexander III van Rusland (1845–1894)                      | Alexander III van Rusland (1845–1894)                      | Alexander III van Rusland (1845–1894)                      | Alexander III van Rusland (1845–1894) | Alexander III van Rusland (1845–1894) |                                             |                                             | Vladimir Aleksandrovitsj van Rusland (1847-1909) | Vladimir Aleksandrovitsj van Rusland (1847-1909) | Vladimir Aleksandrovitsj van Rusland (1847-1909) | Vladimir Aleksandrovitsj van Rusland (1847-1909) | Vladimir Aleksandrovitsj van Rusland (1847-1909) | Vladimir Aleksandrovitsj van Rusland (1847-1909) |                                             |                                             | Aleksej Aleksandrovitsj van Rusland (1850-1908) | Aleksej Aleksandrovitsj van Rusland (1850-1908) | Aleksej Aleksandrovitsj van Rusland (1850-1908) | Aleksej Aleksandrovitsj van Rusland (1850-1908) | Aleksej Aleksandrovitsj van Rusland (1850-1908) | Aleksej Aleksandrovitsj van Rusland (1850-1908) |                                             |                                             | Maria Aleksandrovna van Rusland (1853-1920)  | Maria Aleksandrovna van Rusland (1853-1920)  | Maria Aleksandrovna van Rusland (1853-1920)  | Maria Aleksandrovna van Rusland (1853-1920)  | Maria Aleksandrovna van Rusland (1853-1920)  | Maria Aleksandrovna van Rusland (1853-1920)  |                                         |                                         | Sergej Aleksandrovitsj van Rusland (1857-1905) | Sergej Aleksandrovitsj van Rusland (1857-1905) | Sergej Aleksandrovitsj van Rusland (1857-1905) | Sergej Aleksandrovitsj van Rusland (1857-1905) | Sergej Aleksandrovitsj van Rusland (1857-1905) | Sergej Aleksandrovitsj van Rusland (1857-1905) |                                      |                                      | Paul Aleksandrovitsj van Rusland (1860-1919) | Paul Aleksandrovitsj van Rusland (1860-1919) | Paul Aleksandrovitsj van Rusland (1860-1919) | Paul Aleksandrovitsj van Rusland (1860-1919) | Paul Aleksandrovitsj van Rusland (1860-1919) | Paul Aleksandrovitsj van Rusland (1860-1919) |  |  |  |  |  |  |  |  |  |  |  |  |  |  |  |  |  |  |  |  |  |  |  |  |  |  |  |  |  |  |  |  |  |  |  |  |  |  |  |  |  |  |  |  |  |  |  |  |